# Чащинский, Анатолий Дмитриевич
Анато́лий Дми́триевич Чащи́нский — московский живописец-монументалист, теоретик авангардизма и абстракционизма. Почетный академик Российской академии художеств с 2013 года, член МОСХ РФ, член МСХ, член Творческого Союза Художников России, член Международной Федерации Художников (ЮНЕСКО), член Международного Художественного фонда, член Союза художников СССР с 1988 года, лауреат XIV Артиады народов России. Много лет был членом Правления МОСХ. Награждён медалью «Шувалов» Российской академии художеств в 2012 году.

## Биография
Чащинский Анатолий Дмитриевич родился 28 февраля 1942 года в эвакуации в г. Душанбе Таджикской ССР. С 1946 по 1958 годы жил в Волгограде. В 1958 году поступил в Саратовское художественное училище. Дважды вынужден был прервать образование — в 1961 и в 1963 году. Затем учился в Пензенском художественном училище в 1966 году и распределился на Север (Коми АССР). В 1968 поступил в МВПХУ (бывшее Строгановское) на отделение монументальной живописи. Закончил МВХПУ в 1973 г. С 1973 до 1993 года работал в Комбинате монументально-декоративного искусства.
Серьёзную роль в биографии Анатолия Чащинского сыграло знакомство с Михаилом Матвеевичем Шварцманом, случившееся в 1967 году и вскоре переросшее в тесную дружбу. Михаил Шварцман являлся подлинным духовным авторитетом для круга независимых молодых авторов и стоял особняком среди множества художников, преодолевших догмы официального искусства.
С 1974 года по 1980 год Чащинский активно сотрудничал с Шварцманом — именно в этот период была сформирована и материализована идея «иератической» живописи. По воспоминаниям художника, суть этой концепции вырабатывалась в атмосфере непрерывных дискуссий, а также в процессе совместного творчества. Такая работа происходила в мастерской у Чащинского в Сокольниках, который пригласил туда Шварцмана, не имевшего собственной мастерской. Когда в 1975 году Мастер решился открыть свою «Школу иератической живописи», именно Чащинскому он поручил набор учеников. Среди множества адептов, поначалу разделивших идеи Мастера, но довольно быстро отпавших от этого направления, Чащинский оставался с ним до конца. Интересно, что, по утверждению одного из создателей иератической живописи, она предполагала «принцип соборности», подобно древнерусской живописи. Иными словами, в рамках этой школы разные авторы могли создавать одну и ту же картину, которую при завершении подписывал, как правило, старший из мастеров.
Анатолий Чащинский владеет различными техниками монументально-декоративного искусства (стенная роспись, римская и флорентийская мозаика, витраж, сграффито), работает в жанре светской и религиозной живописи, оформил целый ряд сооружений гражданской и церковной архитектуры. Участвовал в росписи 20 православных соборов на территории России:
- Знаменский кафедральный собор (г. Кемерово, 1995—1996);
- Храм Святого Симеона-Столпника (г. Москва, 1996—1997);
- Храм Святого Пророка Ильи (г. Новокузнецк, 1996—1997);
- Спасо-Преображенский Собор на Песках (г. Москва, 1997);
- Кафедральный Собор апостолов Петра и Павла (с. Прохоровка, Белгородская обл., 1998—2000);
- Церковь Троицы на р. Обица (1999);
- Храм Святого Архангела Михаила (г. Москва, 2001);
- Храм Святого Георгия Победоносца (Поклонная гора, г. Москва, 2001—2003);
- Церковь Преображения на Кунцевском кладбище (г. Москва, 2001);
- Никольский Собор (с. Ракитное, Белгородская обл., 2001—2002);
- Спасо-Преображенский кафедральный собор (г. Губкин, Белгородская обл., 2004);
- Преображенский кафедральный собор (г. Белгород, 1999—2006) и др.

Список прочих монументально-декоративных работ:
- Роспись фойе Дома культуры завода счетно-аналитических машин (г. Москва, 1979);
- Художественное решение пространства в столовой «Станко-инструментального института»: гипсовый рельеф с декоративными вставками из хрусталя (г. Москва, 1981)
- Роспись зала ресторана «Тбилиси» (г. Москва, 1984);
- Декоративная резьба по дереву (решетки, светильники) для детского клуба «Юность» (г. Глазов, 1986);
- Оформление (две росписи и пять витражей 75 м²) плавательного бассейна на Билибинской АЭС (1987);
- Роспись в Доме культуры Смоленской АЭС (г. Десногорск, 1991) и др.

Участвовал во Всесоюзных и Всероссийских художественных выставках, в зональных, весенних и осенних выставках МОСХа, зарубежных выставках (США, Франция, Испания, Великобритания и др.). Состоялось шесть персональных выставок художника. В мае 2012 года в Русском музее экспонировалась выставка «М. М. Шварцман и его школа».
Работы Анатолия Чащинского хранятся в Московском музее современного искусства, Саратовском государственном художественном музее им. Радищева, в Музее современного искусства в Нью-Йорке, в частных отечественных и зарубежных галереях и коллекциях, а также продаются на аукционах.

## Персональные выставки
- 2007 — Персональная выставка «Взгляд из будущего в прошлое (Откровение невидимого в видимом)». ЦДХ, г. Москва.
- 2007 — Персональная выставка в выставочном зале СХР. Беговая ул. 5, г. Москва.
- 2007 — «Прошлое-настоящее-будущее». Галерея «Феникс 94», г. Саратов.
- 2008 — «Откровение невидимого в видимом». «Фестиваль искусств на Беговой». Выставочный зал МОСХа России. Беговая ул. 7, г. Москва.
- 2010 — «Увиденная мысль». Выставочный зал МСХ. Старосадский пер. 5, г. Москва.
- 2012 — «Знак — форма духа». Галерея искусств Зураба Церетели. Пречистенка ул. 19, г. Москва.
- 2019 — «Откровение невидимого в видимом». Секция художников-монументалистов. Кузнецкий мост ул. 20, г. Москва.

## Коллективные выставки
- 1982 — Осенняя выставка МОСХа России. Выставочный зал МОСХа России. Беговая ул. 7, г. Москва.
- 1985 — Осенняя выставка МОСХа России. Выставочный зал МОСХа России. Беговая ул. 7, г. Москва.
- 1986 — Осенняя выставка МОСХа России. Выставочный зал МОСХа России. Беговая ул. 7, г. Москва.
- 1989 — Зональная выставка МОСХа России. Выставочный зал МОСХа России. Кузнецкий мост ул. 11, г. Москва.
- 1992 — Весенняя выставка МОСХа России. Выставочный зал МОСХа России. Кузнецкий мост ул. 11, г. Москва.
- 1999 — Осенняя выставка МОСХа России. Выставочный зал МОСХа России. Кузнецкий мост ул. 11, г. Москва.
- 2001 — Осенняя выставка МОСХа России. Выставочный зал МОСХа России. Кузнецкий мост ул. 11, г. Москва.
- 2004 — Зональная выставка МОСХа России. Московский государственный выставочный зал «Новый манеж», г. Москва.
- 2006 — «Московские монументалисты». ЦДХ, г. Москва.
- 2006 — «Антикварная выставка». ЦДХ, г. Москва.
- 2007 — Выставка «75 лет МСХ». Центральный выставочный зал «Манеж», г. Москва.
- 2008 — «Авангард». Старосадский пер. 5, Москва.
- 2008 — Зональная выставка Московского региона в Новом манеже, г. Москва.
- 2008 — Всероссийская художественная выставка «Отчество». ЦДХ, г. Москва.
- 2008 — Выставка «Мужчина и женщина». «Фестиваль искусств на Беговой». Выставочный зал МОСХа России, Беговая ул. 7, г. Москва.
- 2008 — Выставка «Новация». «Фестиваль искусств на Беговой». Выставочный зал МОСХа России, Беговая ул. 7, г. Москва.
- 2009 — Юбилейная выставка «55 лет СХМДИ МСХ». Кузнецкий мост ул. 11, г. Москва.
- 2009 — Всероссийская художественная выставка «России-11». ЦДХ, г. Москва.
- 2009 — «Московская коллекция». Выставочный зал Министерства культуры РФ.
- 2009 — Региональная выставка Московского отделения МОСХ России. Московский государственный выставочный зал «Новый манеж». г. Москва.
- 2009 — Зональная выставка МОСХ России. МГВЗ «Новый манеж». г. Москва.
- 2010 — «Мир живописи и скульптуры». ЦДХ, г. Москва.
- 2010 — «Московская коллекция». Министерство культуры РФ.
- 2010 — «Искусство сегодня». Выставочный зал МОСХ России, г. Москва.
- 2011 — «Рождество на Беговой». Выставочный зал МОСХ России.
- 2011 — «Московские монументалисты». ЦДХ, г. Москва.
- 2011 — «Метафизика и сюрреализм». Старосадский пер. 5, г. Москва.
- 2011 — «Искусство сегодня». Выставочный зал МОСХ России.
- 2011 — Выставка «Гении и шедевры». Галерея «Манеж», г. Санкт-Петербург.
- 2011 — Выставка современного искусства «Гейзер и подсознания-7». Артплощадка Plum Palm.
- 2011 — Выставка в Нью-Джерси. США.
- 2011 — Выставка в Лондоне «Bonhams». New Bond Street, Лондон, Англия.
- 2012 — «Художник в мегаполисе». Кузнецкий мост ул. 11, г. Москва.
- 2012 — Выставка современного искусства «Fiarte-4». Гранада, Испания.
- 2012 — Выставка современного искусства «Гейзер и подсознания-8». Артплощадка Plum Palm.
- 2012 — «М. М. Шварцман. Мастер. Школа. Ученики». Русский музей, Санкт Петербург.
- 2012 — «М. М. Шварцман. Мастер. Школа. Ученики». Музей современного искусства на Зоологической улице, г. Москва.
- 2012 — «80 лет МСХ ГВЗ». ЦДХ, г. Москва.
- 2013 — «Беспредметное искусство», Старосадский пер. 5, г. Москва.
- 2013 — Выставка современного искусства «Fiarte-4». Мадрид, Испания.
- 2013 — Выставка современного искусства «Гейзер и подсознания в ЦДХ». ЦДХ, г. Москва.
- 2013 — Групповая выставка. Старосадский пер. 5, г. Москва.
- 2014 — Выставка в Карлсруе. Германия.
- 2014 — «Дверь, зеркало, окно». Кузнецкий мост ул. 11, г. Москва.
- 2014 — «60 лет МДИ». ЦДХ, г. Москва и др.

## Публикации
- «Артельщики Боговы — люди не простые». Журнал «Красные холмы», сентябрь-октябрь 2001, Москва.
- «Красота — категория Духа Святого». Журнал «Красные холмы», ноябрь-декабрь 2001, Москва.
- «Небесный страж. Храм святого Архангела Михаила близ Кутузовской избы». М., 2001
- «Алтари Победы. Плоды духовного возрождения». М., 2003.
- «В красках — свет. Преображения». Белгородская и Старооскольская Епархиальная газета «Преображение», апрель 2006.
- «Спасо-Преображенский собор: 1996—2006, 10 лет со дня освящения храма». М., 2006.
- "Взгляд из будущего в прошлое. Откровение невидимого в видимом. Пресс-релиз персональной выставки, январь 2007, ЦДХ, Москва.
- Анатолий Чащинский. «Взгляд из будущего в прошлое. Откровение невидимого в видимом». М., 2007.
- «Иератическая живопись Анатолия Чащинского». Газета «Московский художник». М., 2008.
- И. А. Шварцман. «Кто здесь Шварцман?». Shvartsman Heritage Foundation, Palace Edition, 2009.
- «Взгляд, брошенный из будущего в прошлое». «Наш изограф» № 2. М., 2010.
- «Откровения невидимого в видимом». Журнал «Новости Московского союза художников» № 1, 2010.
- «Михаил Шварцман. Мастер. Школа. Ученики». Русский музей, Альманах 326 Palace Edition, 2011 и др.

## Творческая концепция
Картины Анатолия Чащинского созданы в концепции иератического искусства. Анатолий Чащинский принимал деятельное участие в разработке «иератической» концепции, а в дальнейшем адаптировал эту концепцию к требованиям современности. Иератизм (в пер. «священный», «знаковый», «духовный») стал новым направлением в искусстве конца 20-го века. Художественное творчество в рамках этого направления представляет собой сложный, комплексный синтез разнообразных направлений в искусстве, от первобытного творчества до модернизма. Его значимость соотносима по масштабу с открытием в эпоху Ренессанса светотеневой живописи Караваджо, которая отражает внешний мир именно в светотеневом эффекте с той лишь возможностью свидетельства о духовном, которая может быть дана человеку в условиях внешнего отражения реалий окружающего мира. Главной задачей этого направления в живописи является выявление сверхчувственных структур мира и осуществление «права духовной сущности на образ».
Знаковая живопись Анатолия Чащинского есть также результат осмысления Византийской и Древнерусской живописи, её знаковой основы (неслучайно он считается одновременно выдающимся иконописцем), а также базовых достижений современного искусства: Поля Сезанна (сформулировавшего право трансформации на образ), Василия Кандинского (сформулировавшего право абстракции на образ) и Казимира Малевича (сформулировавшего право конструкции на образ). Иература — это новый тип сакрального знака. Явления духовного мира, действительность которых также не поддается осязанию и постижению, как и произведение «чистого искусства»; они остаются в сфере интуитивного, а знаки трансформации и взаимосвязи энергетических сил являются материалом для знаковой живописи. Картины Анатолия Чащинского необыкновенно сильны, красочны, они поражают воображение. Лучшее описание своей внутренней работы над картинами дает сам автор:
«Дух поиска и завоеваний — это постоянная душа эволюции, в которой подлинное место человека должно быть на краю с непостижимым. Онтологически душа человека ищет нового откровения, — ибо искусство есть то, что нас связывает с „Небом“, и „Красота“ — есть категория Духа Святого. Иература — это новый тип сакрального знака. Явления духовного мира, действительность которых также не поддается осязанию и постижению, как произведения „чистого искусства“ остаются в сфере интуитивного, а знаки трансформации и взаимосвязи энергетических сил являются материалом для знаковой живописи. Внутренняя задача знаковой живописи есть переживание мистики богообщения и его материализация Божественным языком знака, откровение невидимого в видимом. Материальный мир является иерархической системой знаков, в которых зашифрована информация о вечном и бесконечном, о предназначении мира и его Творце. Через иерархическую систему знаков открывается вечность — это особое состояние, откровение Духа Святого человеческой душе. Это не припоминание прошлых событий и не воображение будущего, а каналы и мосты, переброшенные между двумя сферами бытия — земного, пространственно-временного и духовного, вечного.
Всё находится во взаимосвязях — предметный мир и беспредметный, ценности — материальные и духовные. Знак — это тело мира, связь и средство взаимодействия между материальным и духовным, временным и вечным, сотворенным и несотворенным, ограниченным и абсолютным. Знак — форма духа, а дух — содержание знака. Древние считали, что знак — не только средство выражения, а тайна бытия. 

Знак — это абстрактная фигура, обладающая живостью существа и нерушимостью сущности, возводящая сознание человека от чувственного восприятия мира к духовным праосновам бытия.

Знак многозначен и многогранен, имеет постоянный и устойчивый характер. Через системы знаков происходит включение человека в бытие духовного мира, соприкосновение с ним глубинами своего духа, недосягаемыми для рефлексии. В процессе работы интуитивное выявляется там, где формы бессознательны и без ответа. Построение форм из „ничего“, найденных интуитивным разумом, являет собою „откровение“ этого доказательства. Красота объединяет мир бытия, ибо она присуща всякому творению и свидетельствует о его духовной иерархии. В знаке выражается закон вещи, её характерной индивидуальности, её ритмичности, жизненной силы, энергии, степени духовности. Знаковая живопись — это живопись, открывающая исполненное жизни откровение „высшего мира“. Только в творческом созерцании, а не в разлагающих интеллектуальных рассуждениях открываются её тайны. Ключи знаковой живописи ведут к открытию ещё не осознанного. В сознании человека лежит устремление к пространству, к преодолению земного притяжения.

Человек — это уходящая ввысь вершина великого биологического синтеза, или Божественного предназначения.

Совершенство знака определяется мистической глубиной и красотой, которая есть явление Духа Святого на физическом плане. Для мистики главное не форма, а содержание, чувство любви и единства с Богом. Знак может быть полностью понят только в вечности, когда будет раскрыт целевой план космоса, его динамических структур, энергетических сущностей и образов-идей, то есть знак может быть понят только взором, брошенным из будущего в прошлое, а в земном бытии можно фиксировать знак, но не разрешить его иерографическую задачу. Поэтому объяснение и расшифровка знаков имеет второстепенное значение. Главное — соприкосновение с бытием духовного мира. Знак — это противовес потерянной духовности в античном культе красоты и других патологических душевных состояний. После грехопадения и деформации макро- и микромира в него вошли распад и тление, деформированы человеческие способности к богообщению и богопознанию, поэтому знаки выявляются из общей картины мира, как уцелевшие части поврежденного здания.
Знаковая форма дает возможность и способность касаться в искусстве последних вопросов мироздания. Она вселяет уверенность, что искусство открывает глаза на мир сущностей (незримое через зримое), открывает путь к постижению истины. В зримых формах угадывается тайна мироздания. В образовании знаковой формы участвуют все достижения и открытия, сделанные в современной живописи, хотя сама по себе она имеет доисторические корни. Мы видим не мир, какой он есть в самих сущностях предметов, а только свойства, действия и энергии, зависящие от возможности механизма нашего восприятия. Говорить о реальности как адекватности вне знаковой систематики — невозможно. Знак является ключом к истине. Вне знака и знаковых систем человеческая мысль о духовном мире повисла бы в пустоте или в области человеческих представлений, имеющих в своей основе метафизическую ложь падших духов (кумир материального, магию и идолопоклонство).
В знаке зашифровано имя собственное, вызванное из Бездны Небытия и хранящее свою тайну, тайну сокровенного знания, а знаковая форма — это язык, ваяющий имя свое, имя, рождённое в бесконечной смене метаморфоз и трансформаций в огненном котле Любви, Красоты и религиозного чувства. Таким образом, знак — это духовное выражение сущности Любви и Красоты. Красота знаменует творение духа Святого, свидетельствует о подлинности рождения и является венцом Истины и Любви. Если девальвируются духовные основания в искусстве, то оно исчезает из жизни мира сего „за ненадобностью“. Признаки этого распада мы обнаруживаем в сегодняшнем дне, где человеческий фактор жизни направляется в Бездну.
Знаковая живопись, как и каноническая, религиозная, является „соборным деланием“. Персонификация авторов в этом „соборном делании“ зависит от личного мистического опыта автора и от кардиограммы сердца художника. Вы никогда не спутаете работы Феофана Грека с Андреем Рублевым, а Рублева с Дионисием, хотя они все работали в одном каноне. Искусство живописи — это органическая функция счастья человека, переполненного блаженным даром ощущения красоты и разумения откровения. Будущее за знаковой живописью! За поиском и постижением ещё не осознанного. Это вселенский язык».

## Картины
Ярко декоративный, орнаментальный, на первый взгляд, характер картин Анатолия Чащинского с их осевой композиционной структурой органично вписывается в рамки «иератической» концепции, оформившейся в 1970-е годы. Творчески переосмысливая метафизические образы средневекового искусства, искусства Древнего и Дальнего Востока, а также наследие русского авангарда, художники этой школы создавали станковые композиции монументального характера — «иературы». Равно далекие от иконы и светской картины, они были изобретены как знаковые формы для перевода физических образов в понятийные, способные выразить «таинственные законы Вселенной», которые понимались как структурные свойства мироздания, управляемого Божественным промыслом.
В работах Чащинского, сочетающих канонизированные изображения и беспредметные элементы, возникает эффект внутреннего напряжения, духовной насыщенности мира художника. Во многих его произведениях цвет лежит драгоценными вкраплениями камней и металла, что напоминает ассоциативным рядом работы старых мастеров. Обращает на себя внимание конструктивность и высокая трансформация форм в абстрактных цветовых массах, которые находятся то в статичном, то в энергичном сдвиге. Порой полотна напоминают план лабиринта, но в них отчетливо заметен артистизм линии, отбор деталей конструктивен и лаконичен, а диапазон настроений простирается от лиризма до иронии. Впечатление незыблемости, внушаемое четкой архитектоникой композиционного построения, симметрией, фронтальностью поз, иерархической разномасштабностью фигур, дополняется строгой гармонией колорита.
Абстрактные формы служат символами истинной, духовной сущности явлений земного мира. При внимательном рассмотрении виден тот же принцип, что и в иконе: знак в знаке. Линейный ряд работ художника — горизонтальные и вертикальные прямые держат конструкцию, а кривые скользят между вертикалями и диагоналями. И все это в ритмическом движении, ритмическом сдвиге. Предметов как таковых, то есть плотских, чувственных, материальных, — нет. Плоскость и линия — вот и все изобразительные средства, из которых состоит изображение. И все внимание приковано к обработке этих линий и плоскостей, которые образуют абстрактную фигуру, обладающую «живостью существа и нерушимостью сущности».
| Год  | Название                    | Техника, размер                           | Иллюстрация |
| ---- | --------------------------- | ----------------------------------------- | ----------- |
| 1985 | Благая весть                | Подрамник, оргалит, темпера, бумага 95х95 |             |
| 2008 | Центурион                   | Холст, темпера 110х90                     |             |
| 1983 | Держава                     | Доска, холст, темпера 100х130,5           |             |
| 2007 | Необходимость и случайность | Холст, темпера 100х70                     |             |
| 2008 | Городская пассакалья и др.  | Холст, темпера 80х80                      |             |